# Tetraphis
Tetraphis es un género de musgos (Bryophyta) de la clase Tetraphidopsida que incluye  dos especies  Su nombre se refiere a sus cuatro peristomas.